# Decúria
Una decúria (llatí: decuria plural decuriae) era un grup de deu persones manades per un mateix cap o decurió. A l'exèrcit romà, a la cavalleria, una turma estava dividida en deu decúries.
A l'època arcaica, Ròmul va dividir el poble romà en tres tribus, els ramnes, els tities i els luceres, i al capdavant hi va instaurar un tribú. Cada tribu estava dividida en centúries manades per un centurió, i cada centúria es dividia en decúries, dirigides per un decurió. Durant l'interregne, quan van desaparèixer els reis, el senat romà, format en aquell moment per cent homes, es va dividir en deu decúries, i els caps de cada decúria van formar els decem primi, els deu primers, segons diu Titus Livi. Igualment, les ciutats que tenien senat normalment anomenat curia, estava dividit en decúries.
Un collegium o corporació també estava dividit en decúries, i Suetoni, Ciceró, Titus Livi i Tàcit mencionen les decúries dels escribes, dels lictors dels curatores i d'altres. Els membres d'aquestes decúries s'anomenaven decuriales.